# Station Labenne
Station Labenne is een spoorwegstation in de Franse gemeente Labenne.